# Col du Cheval-qui-Rue
Le col du Cheval-qui-Rue (anglais : Kicking Horse Pass), aussi connu sous le nom de col Kicking Horse, est un important col des Rocheuses canadiennes.  C'est le col que traverse la route Transcanadienne.
Ce col est situé à la frontière entre l'Alberta et la Colombie-Britannique, ainsi qu'aux limites entre les parcs nationaux de Banff et Yoho.

## Toponymie

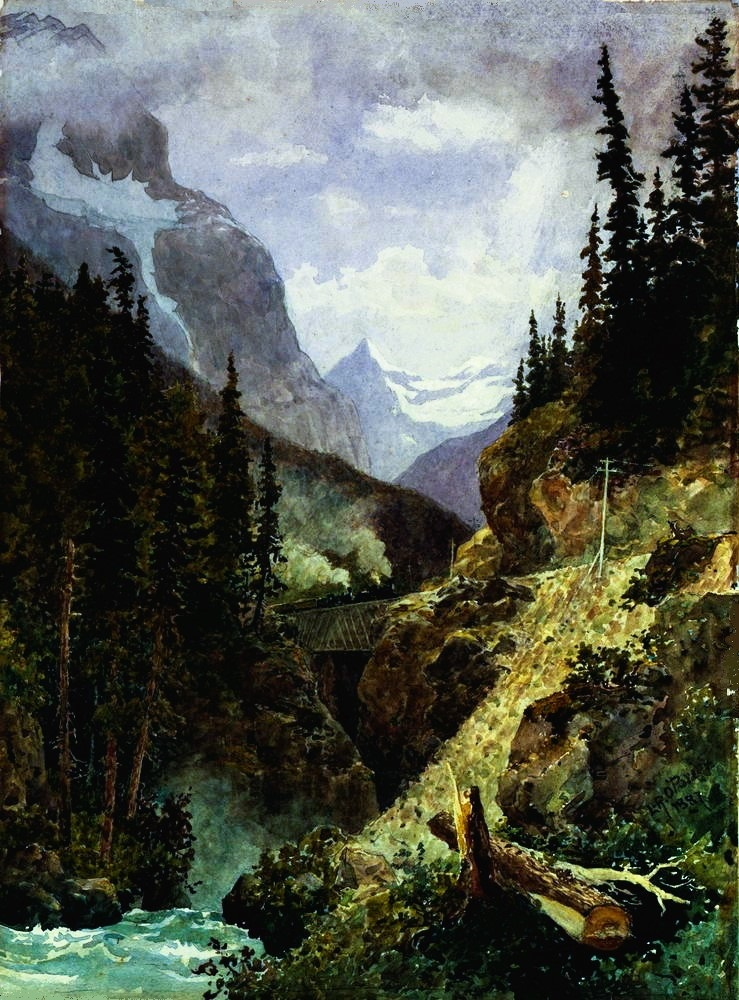
Aquarelle de Lucius Richard O'Brien, 1887.

Le nom du col fait référence à un accident qui s'est produit lors de l'expédition Palliser le 29 août 1858.  En tentant de dégager un cheval lors de la traversée  rivière Kicking Horse du côté britanno-colombien du col, James Hector, un géologue, chirurgien et naturaliste écossais qui participait à l'expédition, fut frappé à la poitrine.  Ses compagnons de voyage le prirent pour mort et commencèrent à creuser sa tombe quand il se réveilla quatre heures plus tard. Il nomma la rivière en l'honneur de l'incident, nom qui s'étendit par extension au col adjacent.

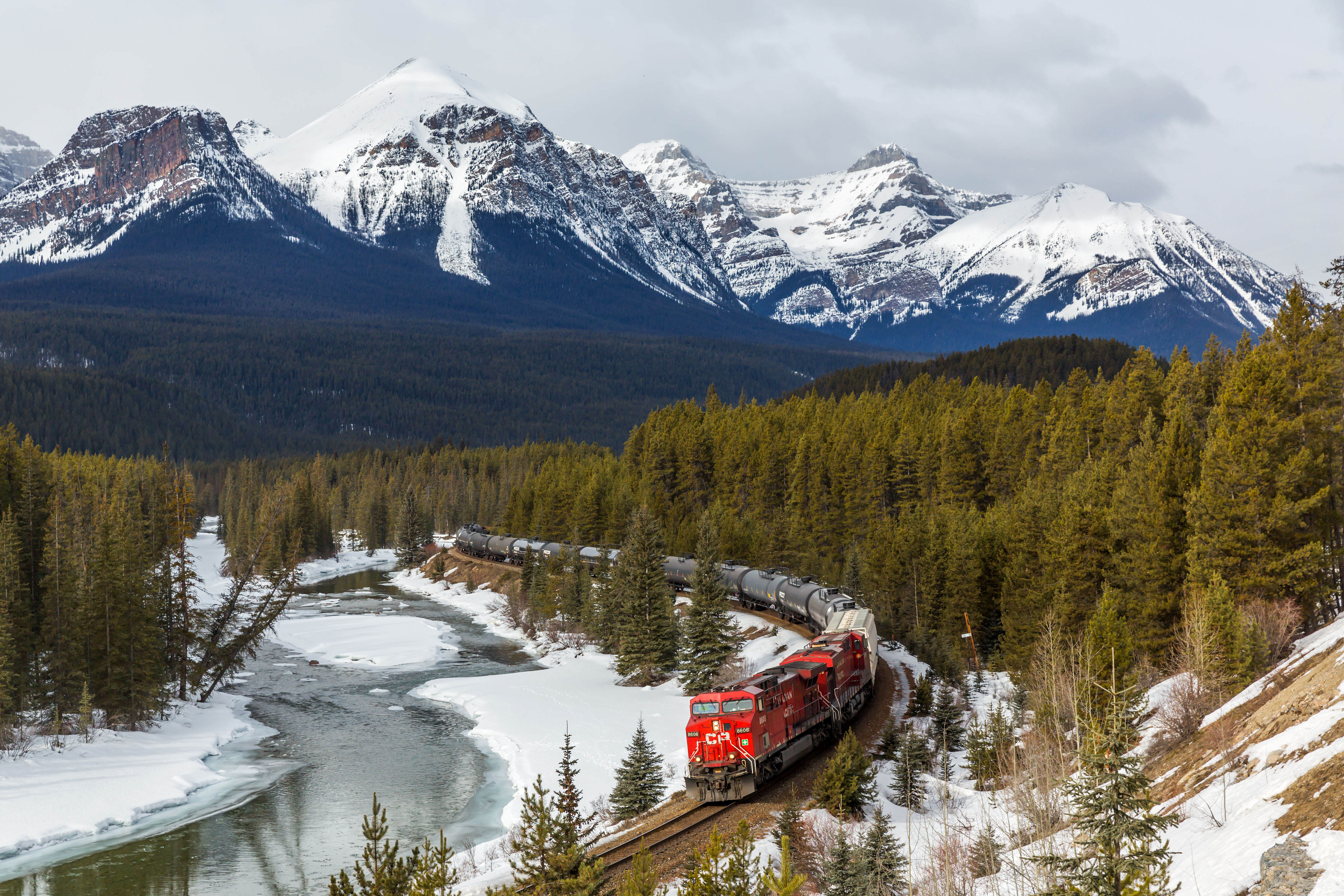
Traversée du col du Cheval-qui-Rue par un train de marchandises près de Lake Louise.